# 俄罗斯铁路运输
俄罗斯鐵路運輸（羅馬化：Zheleznodorozhny transport v Rossii）是世界上规模第三大的铁路运输网络，铁路网横跨11个时区。截至2010年，俄罗斯的铁路总里程达到128000公里，运营里程超过86000公里，其中电气化铁路里程达到43033公里，曾長年居世界首位直到2012年被中國超越。铁路是俄罗斯最主要的交通运输方式之一，承担了俄罗斯国内约80%的货运量和约35%的客运量。在世界范围内，俄罗斯铁路承担了全球约35%的货运量和约18%的客运量，货运量及客运量均居世界第三位，铁路运输密度仅次于中国。

## 历史

### 俄罗斯帝国时期

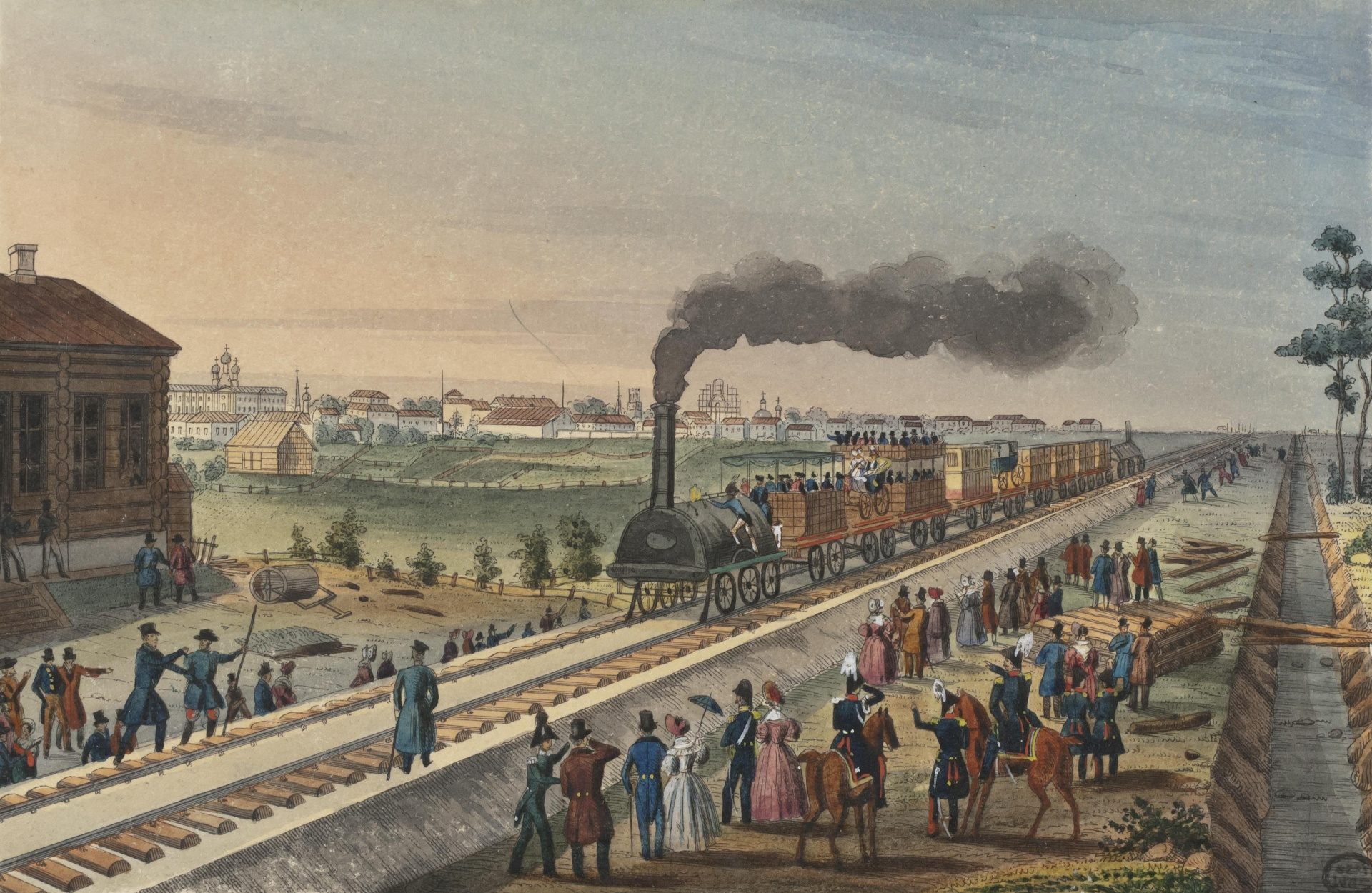
一幅描绘皇村铁路的版画

#### 铁路在俄国的开端
在19世纪以前，俄国和许多其他欧洲国家一样，最传统的交通运输方式是水运。早在18世纪初期，俄国已经建成了很大规模的运河系统，并逐步将伏尔加河、第聂伯河、顿河、北德维纳河与鄂毕河的上游联系在一起，以促进水路交通的发展。至19世纪初期，工业革命的浪潮扩展到俄国，机器化生产逐渐代替手工业生产，工厂制度逐渐代替手工工场。工业化的发展必须解决交通运输问题，水路及公路已经不能完全满足日益增长的运输需要。因此，在沙皇尼古拉一世统治时期，俄国的一些有识之士开始提出仿效英国修建铁路，但招致了一些保守势力的反对声音，最激烈的反对者是财政大臣康克林和交通大臣托尔，他们认为修建铁路是“无谓的浪费资本和破坏人民道德”。尽管如此，军事战略的考虑和国内外贸易的利益促使俄国逐步走上修建铁路的道路。
俄国第一条使用蒸汽机车牵引的铁路，是于1834年在下塔吉尔的一家冶金工厂内建成的，全长854米。这条小型铁路的建筑者和俄国第一台铁路机车的创造者，是农奴工匠契列潘诺夫父子两人，这条铁路能以每小时16公里的速度运输1000普特的矿石。而俄国第一条真正意义上的公用铁路，是建于1837年的皇村铁路，这条铁路连接了当时的俄国首都圣彼得堡和位于其市郊的皇家行宫所在地——沙皇村（今普希金市），全长25俄里（26公里），采用1829毫米（6英尺）的轨距，最高速度可达60公里/小时，机车车辆均由国外输入。皇村铁路实际上并无经济意义，这是专门为从圣彼得堡到巴甫洛夫斯克度假的军官服务的，但这条铁路的重大意义在于以实践证明了铁路运输的优越性。
1842年2月1日，沙皇尼古拉一世根据交通部部长梅利尼科夫（Павел Петрович Мельников）及圣彼得堡交通工程学院学者克拉夫特（Николай Осипович Крафт）的报告，颁旨修建莫斯科－聖彼得堡鐵路，同年8月1日动工，至1851年11月1日建成通车。为了便于施工计算，在梅利尼科夫的坚持下，轨距被确定为5英尺（1524毫米），并采用右侧行车，成为日后俄国铁路的统一标准。这条铁路连接了俄国两座最大的城市，全长644.5公里。过去两地之间由水路及公路运输的粮食及农产品货流从此能够改用快捷的铁路运输，对俄国的经济发展起到极大的作用。莫斯科-聖彼得堡鐵路也是当时世界上技术水平最高的铁路之一，从建设之初即为复线铁路，沿线经过许多泥泞、沼泽、河流，全线建有8座大型桥梁、182座中小型桥梁、34个车站。除此之外，俄国于1851年开始建造圣彼得堡-华沙铁路，至1853年修筑了圣彼得堡至加特契纳一段后，因为克里米亚战争的爆发而被迫暂停，至1857年恢复动工，到1862年建成通车。

#### 第一次建设高潮

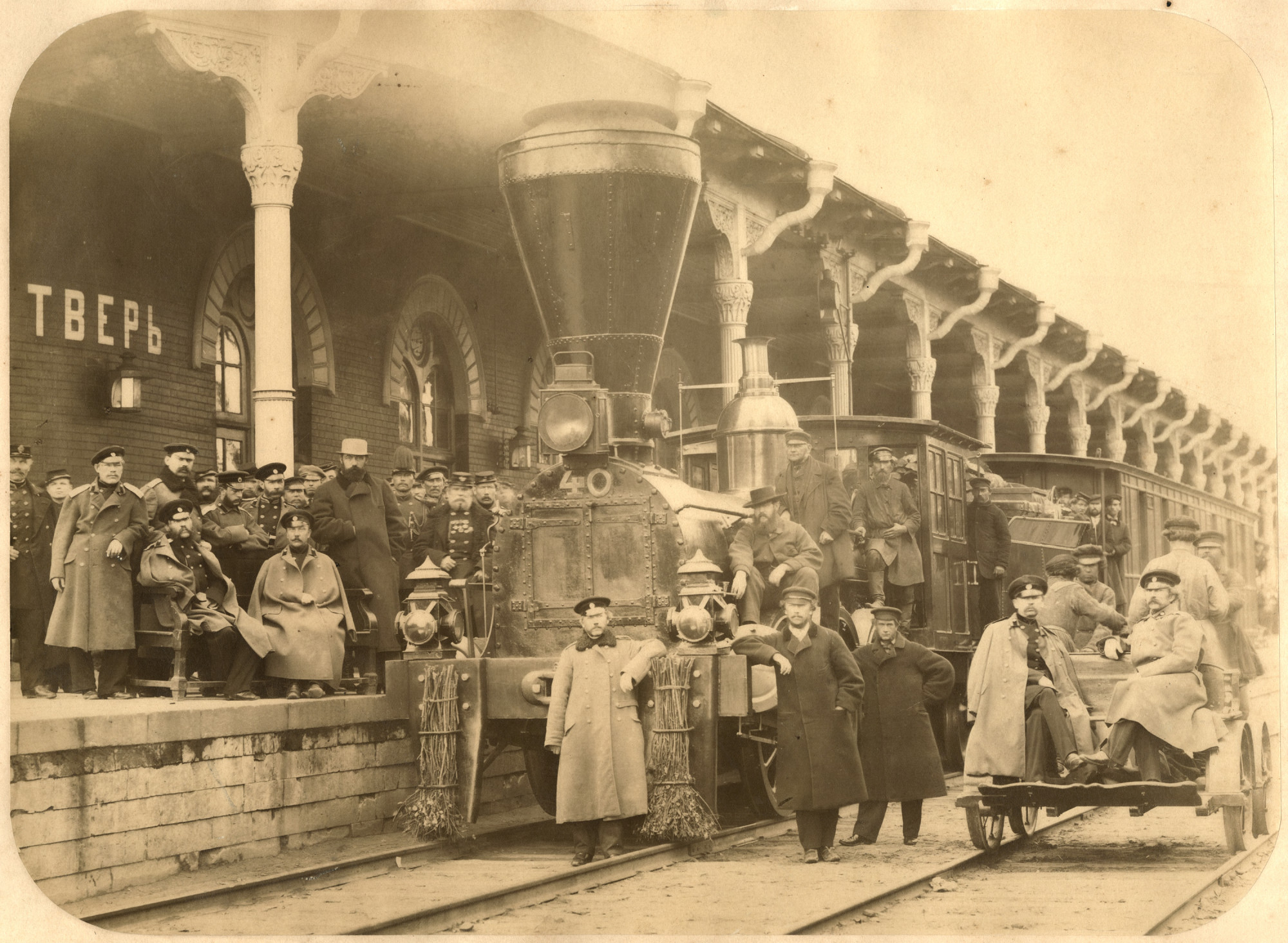
莫斯科-聖彼得堡鐵路的特维尔车站（1860年代）

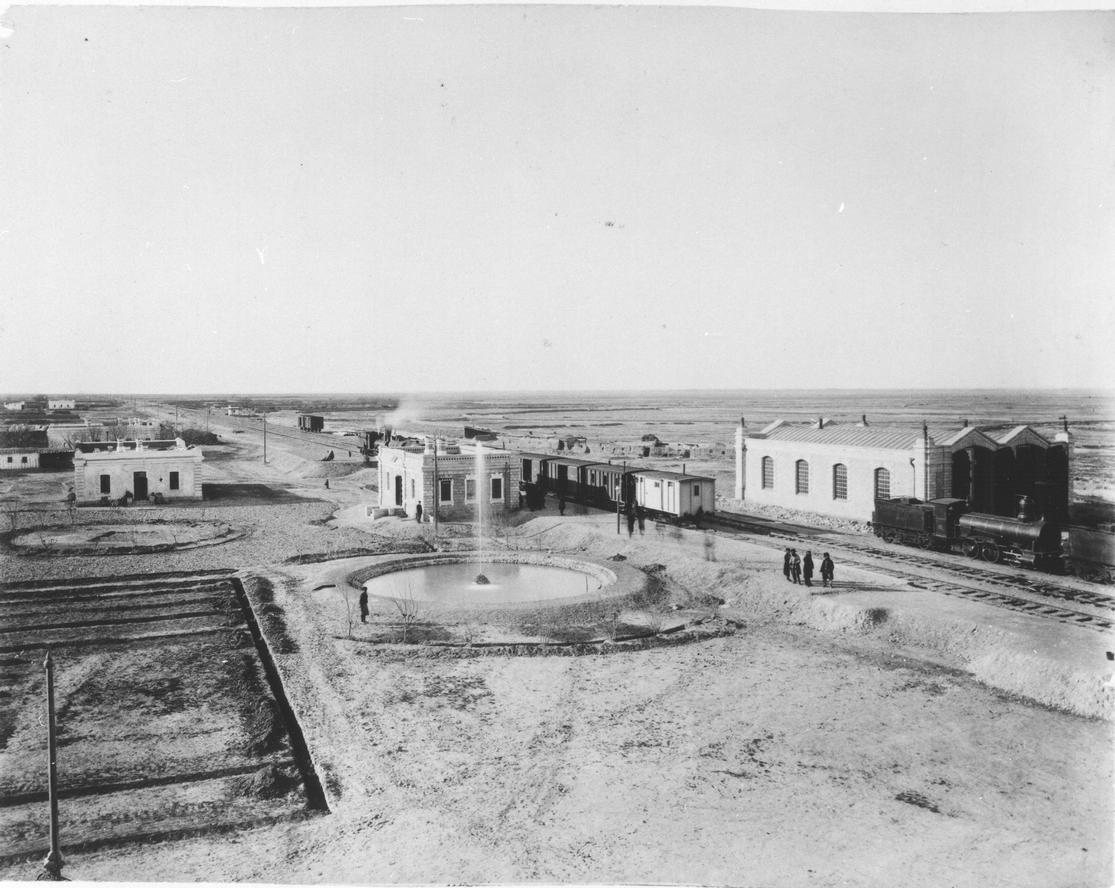
1890年的外里海铁路

1856年，克里米亚战争以俄国的惨败告终，给俄国国内带来了极大的震动。克里米亚战争揭示了铁路的重要战略意义，由于俄国在当时并没有发达的铁路网，俄军只能依赖徒步和畜力行军，军队仅从俄国中央地区步行到克里米亚地区就花费了很多时间，也在途中遭受了很大损失，而且后勤补给的运输也十分困难。克里米亚战争结束后，沙皇亚历山大二世意识到铁路建设对于国防的重要性，随即批准了由梅利尼科夫主持起草的《铁路网发展规划》，这个规划提出将俄国26个省用铁路连接起来，南线从莫斯科到塞瓦斯托波尔，东线从奥廖尔到季纳堡，东南线从叶卡捷琳堡到罗斯托夫。同时，亚历山大二世批准成立“俄国铁路总公司”，由政府为铁路建设提供一亿卢布股票的担保，从此揭开了俄国铁路史上第一个建设高潮。与此同时，俄国的封建农奴制所造成的社会危机在不断加深，亚历山大二世于1861年进行了废除农奴制的改革。随着资本主义在工农业中的发展，也大力推进了俄国铁路的修建。到1861年，俄国铺设的铁路总长度约为1500俄里，这个数字与同期英国的1.5万俄里、德国的1万俄里相比是非常少的。
1860年代至1870年代初，俄国先后建成了莫斯科—斯摩棱斯克—布列斯特—华沙，莫斯科—奥廖尔—罗斯托夫—弗拉季高加索，莫斯科—沃罗涅日，莫斯科—梁赞—坦波夫—萨拉托夫，莫斯科—库尔斯克—基辅—敖德萨，莫斯科—下诺夫哥罗德，莫斯科—雅罗斯拉夫尔—沃洛格达等众多的铁路干线。其中很大部分铁路是为满足粮食运输需要而兴建的，主要从中央农业地区、伏尔加河流域、乌克兰等粮食生产区域输送到国内其他地区及出口。从1838年到1864年的二十七年内，俄国修筑了3585公里的铁路，平均每年修建132公里，而在1864年到1873年的十年内，平均每年修筑逾1500公里。至1875年底，俄国已经拥有18100公里铁路，莫斯科成为全国铁路的中心枢纽，中央地区与西部、伏尔加河流域、黑海和波罗的海沿岸地区都建立了铁路联系。
1873年，维也纳交易所危机引发了第十二次世界经济危机，随之而来的萧条大大减慢了世界各国的铁路建设速度，俄国亦不例外。从1874年至1894年的二十年期间，俄国仅修筑了16575公里的铁路，但在这段时间修筑了许多为顿巴斯、乌拉尔、高加索、莫斯科、圣彼得堡等地区工业的基地城市服务的铁路线，例如叶卡捷琳堡—彼尔姆，萨马拉—乌法—兹拉托乌斯特—车里雅宾斯克的铁路。1879年，俄国动工兴建外里海铁路，并于1888年建成；作为一条加强对中亚地区控制的战略要道，外里海铁路连接了克拉斯诺沃茨克及撒马尔罕，后来更延至塔什干。与此同时，又相继建成了巴库—第比利斯—巴统的铁路干线，使巴库的石油能够经由黑海港口巴统出口。

#### 第二次建设高潮

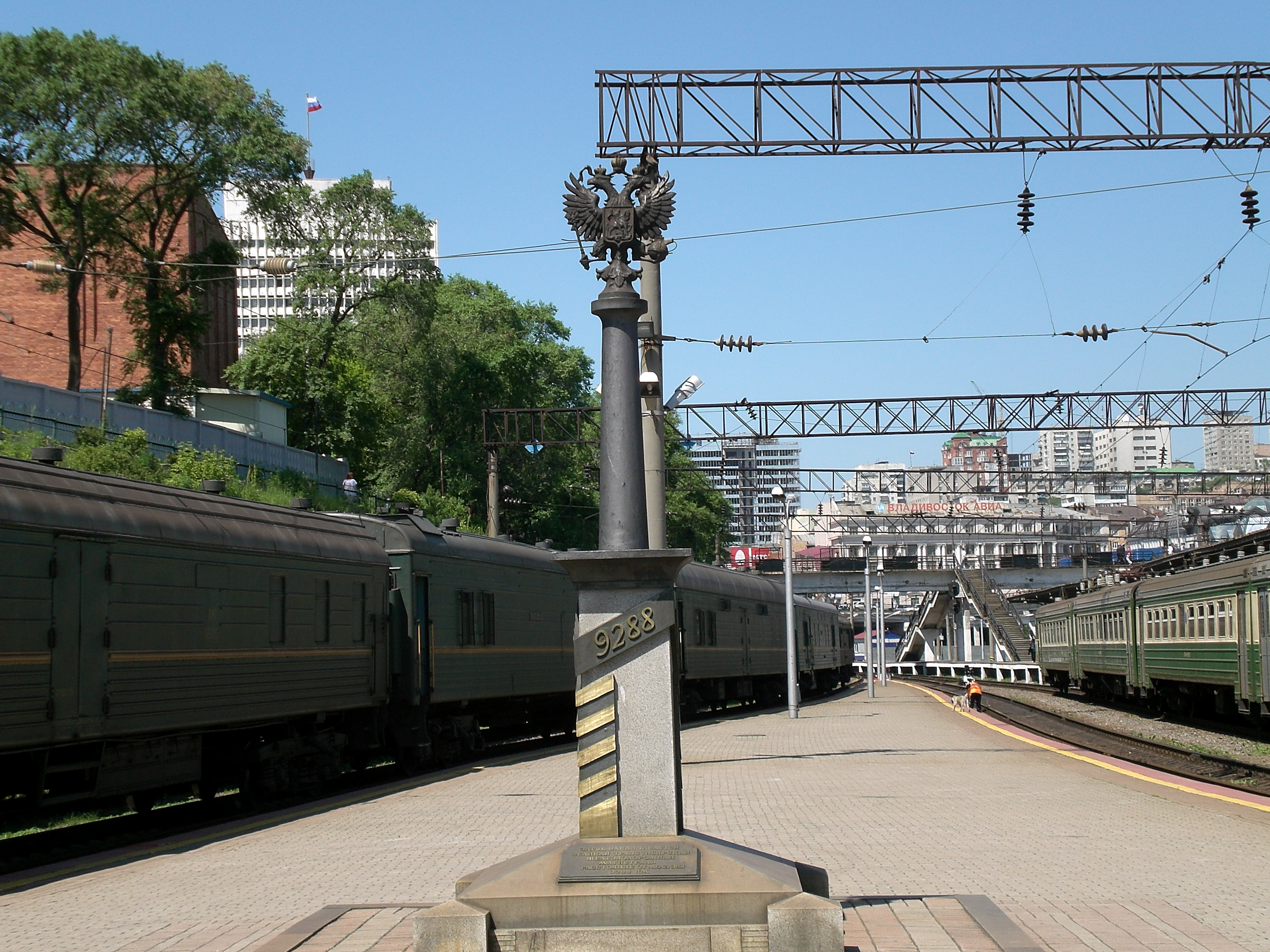
位于符拉迪沃斯托克（海参崴）车站内的西伯利亚大铁路“9288公里”纪念碑

踏入1890年代，俄国铁路迎来了第二个建设高潮，这有赖于著名的俄国政治家谢尔盖·维特。他曾经长期在铁路系统任职，因而得到沙皇亚历山大三世的赏识，从1892年起先后担任交通大臣和财政大臣，积极倡导加速俄国工业化进程，并极力推进铁路建设，西伯利亚大铁路就是其一生最引以为傲的成就。1890年，为了加强俄国欧洲部分与远东地区的联系，沙皇亚历山大三世正式颁发命令，决定兴建对俄国具有重要政治、经济和战略意义的西伯利亚铁路。1891年5月，皇储尼古拉（即后来的末代沙皇尼古拉二世）亲临海参崴主持铁路奠基仪式，至1892年7月铁路工程又从车里雅宾斯克往东修建。但由于俄国政府内各大臣意见不统一，使财政拨款无法到位。1892年8月，维特出任财政大臣，为兴建西伯利亚铁路扫除了障碍。西伯利亚铁路是当时世界上规模最大的铁路工程，还需要克服严寒气候及沿线地区人口稀少所引起的困难，成千上万的俄国贫苦农民以及苦役者被征调参与施工。同时，西伯利亚铁路亦与俄国在中国东北的利益息息相关。三国干涉还辽后，满清政府钦差头等出使大臣李鸿章于1896年与沙俄政府签订了《中俄密约》，俄国获得了使西伯利亚铁路穿过中国东北领土直达海参崴的特权，是为东清铁路。东清铁路于1898年动工、1903年建成，铁路从俄国赤塔经中国满洲里、哈尔滨、绥芬河到达海参崴，是一条西与西伯利亚铁路、东与乌苏里铁路相连接的捷径，此外还包括自哈尔滨经长春至大连、旅顺的支线。1904年7月，全长9288公里的西伯利亚铁路全线通车。西伯利亚铁路早期曾经采用铁路轮渡来连接贝加尔湖两岸，至环贝加尔湖铁路在1905年通车后才直接贯通。
在俄国铁路的第二个建设高潮期间，除了最为人瞩目的西伯利亚大铁路外，乌拉尔地区及中亚地区的铁路也有了进一步的发展，例如叶卡捷琳堡—车里雅宾斯克，粱赞—喀山，高加索—斯塔夫罗波尔，库尔斯克—沃罗涅日，莫斯科—布良斯克，奥伦堡—塔什干，哈尔科夫—巴拉绍夫等铁路。而俄国北部的铁路发展相对较慢，为运输木材的沃洛格达—阿尔汉格尔斯克、彼尔姆—科特拉斯铁路于1899年建成通车。在1881年至1910年间，俄国铁路里程从3.21万公里增加到6.97万公里，至1916年增加到8.54万公里，仅次于美国。
然而，第一次世界大战却暴露了俄国铁路发展的各种缺点，例如铁路通过能力不足、运输效率低下、机车车辆不足，不能保证煤炭、粮食及原材料的及时运输，导致大量货物积压。随着国家的经济状况不断恶化，政治危机迫在眉睫，二月革命随即爆发。

### 苏俄及苏联时期

#### 俄国十月革命前后
1917年2月，圣彼得堡聚集的罢工工人转变为武装革命，随着军队与警察的加入，二月革命成功推翻了沙皇政权，同年3月15日尼古拉二世宣布退位，俄罗斯帝国灭亡。同年的十月革命又推翻了俄国临时政府，俄罗斯建立了以列宁领导、布尔什维克党为首的苏维埃政权，称为苏维埃俄国。为了巩固新生的苏维埃政权，苏俄政府对所有大型工业企业、铁路、银行都实行了国有化，全国的国营铁路及私营铁路分别在1918年4月及9月收归国有，并交给交通人民委员部管理。同时，为了全面整顿铁路运输秩序，俄罗斯苏维埃联邦社会主义共和国人民委员会于1918年初先后颁布了两条由列宁签署、关于铁路运输工作的重要法令。1918年2月，《关于交通人民委员部在运输业业务中的职权范围》法令确立了社会主义交通运输业的基本原则，规定铁路运输由交通人民委员部直接统一领导，其他部门甚至是军事部门亦无权干涉铁路运输的工作。1918年3月，颁布了《关于集中管理制、保护铁路和提高铁路运输能力》的法规，规定了铁路运输内部工作的组织方法，确立了铁路运输管理的三个基本要求，即集中管理制、一长制、以及最严格的劳动纪律。
俄国内战时期，铁路运输对工农红军的行动作出了有力的支援。在战时共产主义的措施下，为了将铁路的一切力量用于执行军事任务，人民委员会于1918年11月决定在全国铁路实行军事管制，各铁路局均设立了非常军事委员，行政权力隶属共和国革命军事委员会（交通人民委员亦为该委员会的委员之一）。同年12月，工农国防委员会成立了“制定整顿铁路运输工作措施委员会”，工作任务为指挥军事物资及粮食的运输，以及防范铁路的安全事故及犯罪行为。内战期间铁路开行了数以万计的军用列车，运载了大量红军部队及物资。但同时由于许多战斗发生在铁路沿线范围，俄国的铁路系统亦在战争中遭受了很大的破坏，超过4300座桥梁、1800公里铁路干线被破坏，使铁路修复工作成为苏俄政府一项沉重的负担。

#### 国民经济恢复时期
1920年代初，俄国进入内战结束后的国民经济恢复时期。1921年8月，颁布了《人民委员会关于实现新经济政策原则的指令》，包括铁路系统在内的工业部门组织结构开始了改组，第一步是恢复了铁路货物运输的付费制度，并通过了《关于在运输业中实行经济核算制原则》的法令。1922年4月，全俄中央执行委员会宣布取消铁路运输系统的军事管制，行政管理权恢复到交通人民委员部，并指示在各铁路局成立铁路管理委员会，承担经济、财政及运输业务方面的工作，而行政及技术部门的工作则仍然由铁路局管理。此外，为了适应经济恢复时期的铁路运输政策及发展，在1922年6月批准实施新的铁路条例及技术管理规程。1922年12月30日，由俄罗斯、乌克兰、白俄罗斯和外高加索联邦共同组成的苏维埃社会主义共和国联盟（简称苏联）正式成立。
由于新经济政策的实施，苏联铁路运输的恢复速度很快。至1923年，全国大部分铁路均已经完成修复，机车车辆的不良率大幅下降，劳动生产率得到较大提高。从1923年6月开始，苏联铁路就不再获发国家财政补助，铁路运营收入已足以弥补运营支出。1921年至1926年间，多条具有重要经济意义的铁路建成并交付使用，例如赫尔松—阿波斯托洛韋，布尔诺耶—伏龙芝等铁路。在1926／1927年度，苏联铁路的运营状况终于超越一战前的水平，全国铁路运营里程超过7.5万公里。
1928年，苏联开始实行发展国民经济的第一个五年计划，踏上社会主义工业化的道路。苏联在二战前的头三个五年计划期间，铁路运营里程从1928年的7.69万公里增长到1940年的10.53万公里，尤其土西铁路更成为了西伯利亚和中亚地区之间最主要的运输通道。同时，由于国家对铁路系统大幅加大投资，使苏联铁路的技术水平得到很大提高。在机车车辆方面，新型的标准化蒸汽机车被广泛运用，提高了列车重量及运行速度；以大载重量的四轴货车取代落后的二轴货车，并实现了自动车钩和自动空气制动机的普及化；对科洛姆纳、哈尔科夫、布良斯克、卢甘斯克等机车制造厂进行技术改造，以提高生产能力。另一方面，电气化铁路也是俄罗斯国家电气化计划中最重要的环节之一，在这个计划中决定首先在运输繁忙区段及大坡道困难区段实现电气化，外高加索铁路穿越苏拉姆山口的区段在1932年完成电气化，至1940年苏联已经有1870公里的电气化铁路。在线路设备方面，重型钢轨、防腐枕木、调度电话、自动闭塞、机械化铁路养护等设备得到广泛采用。运输组织方面，苏联于1935年首次编制及实行了全国铁路列车运行图，取代了以往的区段制运行图，以提高铁路运输工作的协调性。

#### 苏德战争时期
1941年6月，纳粹德国对苏联发动全面进攻，由此开始了长达四年的苏德战争。德军利用其空中优势对苏联铁路设施狂轰滥炸，仅1941年6—12月德军空袭铁路设施5939次，每昼夜33次，投弹超过4.6万枚，1504次空袭导致列车运行中断。整个战时德军空袭铁路设施19,863次，投掷了24.3万枚爆破弹和12万枚燃烧弹，其中11,326次造成不同程度的破坏，3949次导致列车运行中断。 苏联铁路按战时体制运作，列车按特定的军事运行图运行，务求最快速地运输军队及物资。在战争期间，苏联铁路承担了前所未见的运输任务，不仅要配合作战攻势将部队及军用物资及时地从后方运输到前线，还要完成将西部地区工业基地转移到東部的撤退运输。苏联铁路从作战开始就已经是德军的重点空袭目标，但由于迅速的抢修工作，铁路货运量在战争期间仍然不断增长。斯大林格勒战役后，德军为了阻碍苏军的追击，在撤退时破坏了超过6.5万公里的铁路，但苏联通过大规模及高效率的铁路修复工作，保证了作战前线及后方的联系。到了战争后期，随着苏军不断向柏林推进，铁路抢修工作并扩展到波兰、南斯拉夫、捷克斯洛伐克、匈牙利、罗马尼亚等国家。至二战结束时，苏联国内的铁路基本上已经全部通车。不少铁路工人因为战时的英勇事迹，而获得社会主义劳动英雄的称号。130多万女铁路工人同男同行一样经受住了战火的考验，及时保证了前线官兵的武器弹药和衣食住行所需，也保证了后方民众的生产生活所需。其中2440多女职工获得列宁勋章、社会主义劳动英雄称号和劳动红旗勋章等各种奖励。

#### 二战后的发展
1946年，苏联开始了恢复和发展国民经济的第四个五年计划，要求短时间内将铁路运输全面恢复到战前的水平，主要任务包括修复铁路基础设施、缩短车辆周转时间，并对许多铁路进行复线化改造；至1950年，铁路货物周转量几乎比1945年增加了一倍。从1951年实行的第五个五年计划开始，随着国民经济的发展，苏联铁路运输量持续快速增长，至1954年的货物周转量已经达到8500亿吨公里，超越美国并位居世界第一。1975年，苏联铁路货物运输量为36.2亿吨，货物周转量达到32362亿吨公里，占当时世界铁路货运总周转量的一半。1988年，苏联铁路货物周转量达到38520亿吨公里的巅峰。在铁路建设方面，苏联在1974年恢复动工修建“贝加尔—阿穆尔铁路干线”，并于1984年全线竣工。冷战期间苏联新建铁路的里程增长逐步放缓，而更重视对既有铁路的扩能和改造，例如复线及电气化改造。同时，铁路运输的技术装备也在不断进步。苏联自1950年代末开始逐步淘汰蒸汽机车，至1977年实现全面的电力牵引及内燃牵引。为了解决运输能力及运量之间的矛盾，苏联从1960年代开始大力发展铁路重载运输，货物列车重量不断增加，并逐步推广开行超长超重的组合式重载列车。截至1989年末，苏联铁路运营里程已达14.75万公里。

### 俄罗斯联邦时期

#### 经济衰退期

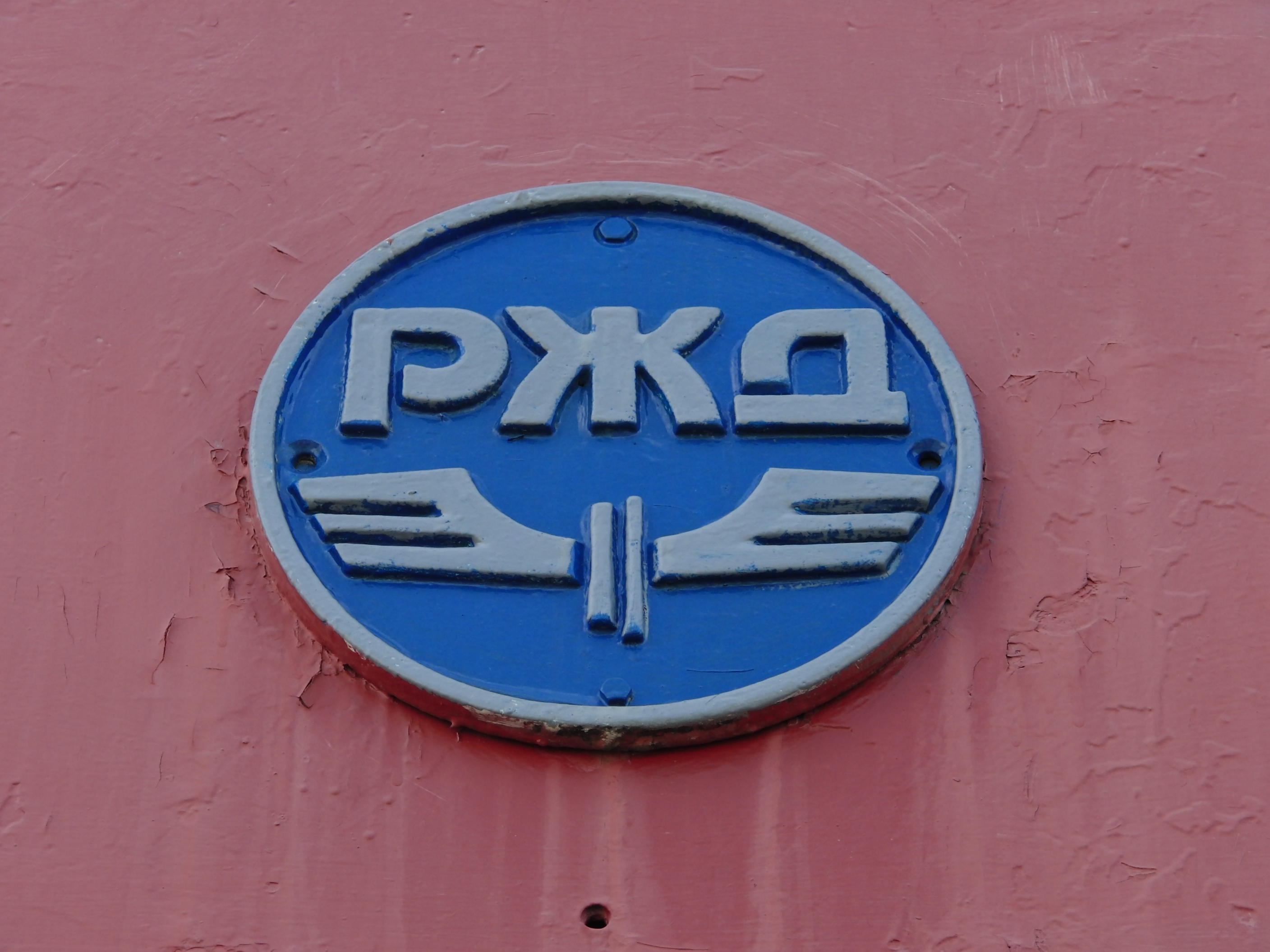
俄罗斯铁路的旧徽号

1991年，随着苏联国内政治形势的急剧变化，多个加盟共和国先后宣布独立，并成立了独立国家联合体。1991年12月25日，戈尔巴乔夫宣布辞去苏联总统职务，苏联正式解体。1992年1月20日，俄罗斯联邦总统叶利钦发布命令，决定撤消苏联交通部，建立俄罗斯联邦交通部，把原来位于俄罗斯境内所有前苏联交通部所属的铁路企业、机构、管理部门的工作业务和财产，全部移交给俄罗斯联邦交通部，任命法捷耶夫（Фадеев, Геннадий Матвеевич）为交通部长。至此，俄罗斯联邦交通部接收了前苏联的17个铁路局，继承了占苏联全国铁路里程59%的铁路。
1990年代初，在俄罗斯由计划经济加速转型为市场经济的过程中，俄罗斯经济遭遇了前所未有的震动，铁路运输生产面临了严重的滑坡，铁路运输的效率和效益大幅降低。1992年初，俄罗斯全面开放物价，并先后两次大幅度提高铁路运输价格，国内铁路货物运价比1991年底提高了七倍，旅客和行包运价增长两倍，但尽管如此仍然未能缓和铁路运输收不抵支、财政窘迫的困境。由于经济衰退，俄罗斯铁路货运量由1990年的21400亿吨下跌至1998年的8350亿吨。至1999年，俄罗斯联邦交通部提高了国内公路、船运、航空的货物运输价格，惟独没有提高铁路货物运价，因此铁路货运量大幅增加。

#### 铁路改革
1990年代末，随着俄罗斯经济开始出现恢复性增长，铁路的营运状况亦逐渐好转，但在经营管理上仍然存在不少问题，由此酝酿了铁路改革的构想。 苏联解体后，俄罗斯铁路仍采用计划经济的管理方法，对货物运输及旅客运输实行较大范围的交叉补贴，即长期以货运的利润补贴客运的亏损，造成不合理的运输收费制度。此外，由于铁路运输收入下降，而且俄罗斯政府对铁路的投资严重不足，在1992年至1999年期间俄罗斯铁路的固定资产投资减少了近70%，使铁路基础设施及运输设备长期没有更新，机车车辆及铁路轨道老化问题严重。
1998年，俄罗斯联邦交通部提出了《俄罗斯联邦铁路运输机构改革构想》草案。2001年初，联邦交通部与联邦经济部对该草案进行了修改，重点增加了反垄断的内容。2001年5月18日，时任俄罗斯总理卡西亚诺夫签署了关于开始实施铁路改革的第384号政府命令。这次铁路改革的主要目的是提高铁路运输效率，打破铁路垄断经营的局面，建立竞争机制，实现“政企分离”，将交通部原本全部承担的国家调控、监管职能与企业经营管理职能分开，改革后俄罗斯交通部只保留国家管理职能，铁路营运职能由新组建的国家铁路运输公司承担，并把不影响铁路工作稳定的辅助企业和服务性企业，例如机车车辆修理、铁路设备生产、建筑工程企业等，从铁路系统中剥离出去。同时，在铁路运输体系中扩大私有化及融资渠道，鼓励私人公司参与铁路货运与其他服务，并保证所有经营主体在平等条件下使用铁路基础设施。此外，通过改革增加铁路管理与运营财务透明度；拓展铁路投资来源及加快技术更新和改造，提高铁路职工的工作积极性和社会保障水平。
按照改革计划，俄罗斯铁路改革分为三个阶段，利用十年时间（2001年—2010年）进行稳妥的改革。第一阶段为2001年至2002年，主要任务是成立铁路改革委员会、清点资产、重组债务、修改和制定有关法律。第二阶段为2003年至2005年，任务包括将铁路运输中的国家监管职能和经营管理职能分开，组建开放型的俄罗斯铁路股份公司，交通部只行使国家管理职能，将铁路部门的资产和债务转交给新成立的公司，俄罗斯政府拥有该公司100%的股份。第三阶段为2006年至2010年，开始逐步出售俄罗斯铁路股份公司和子公司的股票，铁路运输逐步实现非国有化，形成可调控的铁路运输市场。
2003年9月18日，根据俄罗斯联邦政府第585号《关于成立开放式股份公司“俄罗斯铁路”》的政府命令，由国家全资拥有的俄罗斯铁路股份公司正式成立，并任命前交通部部长法捷耶夫为俄铁公司首任总裁，铁路基础设施及相关国营企业的资产同时转让到该公司，各铁路局亦成为了该股份公司的分公司，其法定注册资本达500多亿美元，为世界上最大的铁路公司之一。2004年3月9日，俄罗斯总统普京签署并颁布俄罗斯联邦第314号总统令《关于联邦执行权力机关的系统和结构》，决定对俄罗斯联邦政府机构进行“大部制”改革，其中撤销了原联邦交通部、联邦邮电和信息部、联邦运输部，组建成立俄罗斯联邦交通运输与通讯部。2004年5月20日，又颁布俄罗斯联邦第649号总统令《联邦执行权力机关的结构问题》，将联邦交通运输与通讯部拆分为联邦交通运输部和联邦信息技术与通讯部，联邦交通运输部下设联邦铁路运输署，承担铁路运输领域的政府监督及国有资产管理职能。
在第二阶段铁路改革任务基本完成以后，俄罗斯总理普京于2008年7月批准了2030年前的俄罗斯铁路运输发展战略。该发展战略包括两个阶段，第一阶段是现代化改建阶段（2008年—2015年），在这段时期内将在保证主要运输线路的必要通行能力的基础上，对现有的基础设施项目进行现代化改建，淘汰所有使用期限已满的机车车辆，对技术设备和技术工艺制订新的技术要求，并开始新铁路线路的设计勘探和建设工作，计划建设超过6400公里的新线，其中包括高速铁路。第二阶段是铁路网扩大阶段（2016年—2030年），在这个阶段将扩大铁路网络，计划建设总长度超过1.58万公里的货运铁路，以适应俄罗斯经济的发展需要。2030年的铁路发展战略的预计总投资额达到13.8万亿卢布，其中3.2万亿卢布用于既有线提速改造，使11000公里铁路可以运行160～200公里/小时的高速列车，3.1万亿卢布用于机车车辆购置，4.2万亿卢布用于新线建设，其中相当大部分是货运专线。
2009年11月，随着铁路改革不断推进，联邦客运公司（ОАО «ФПК»）在俄铁公司联邦客运管理处的基础上成立，作为一家新的独立子公司负责经营俄罗斯铁路的长途旅客运输业务，俄铁公司将不再对客运业务提供补贴，因此联邦客运公司改为从联邦预算中获得必需的补偿。2011年11月，俄罗斯政府加快了俄铁公司私有化进程，俄铁公司向独立运输公司出售旗下第一货运公司的75%减两股股份，成交额1255亿卢布（约合42亿美元）。

## 铁路公司
目前，俄罗斯拥有四种类型的铁路运营商。第一种是由国家控股的俄罗斯铁路股份公司以及其旗下的控股子公司，是俄罗斯最大的铁路公司。第二种是由私人资本与俄罗斯铁路股份公司合资，并拥有自己的铁路基础设施和机车车辆的独立或半独立铁路运营商。第三种是仅拥有自己的机车车辆，使用俄铁或其他铁路公司线路营运的民营铁路运营商。而第四種則為國家持有、但不屬於俄铁的铁路运营商。
随着铁路改革的推行，俄罗斯铁路股份公司于2003年正式成立。俄铁公司下辖16个铁路局及多家子公司，包括联邦客运股份公司（ОАО «Федеральная пассажирская компания»）、第二货运股份公司（ОАО «Вторая грузовая компания»）、俄罗斯运输集装箱股份公司（ОАО «ТрансКонтейнер»）、机场快线有限责任公司（ООО «Аэроэкспресс»）等。此外，部分地区的市郊通勤铁路服务亦会由俄铁公司与当地的地方政府或企业共同营运。
拥有自己的铁路基础设施的铁路运营商包括雅库特铁路股份公司（ОАО «Акционерная Компания „Железные дороги Якутии“»）、亚马尔铁路股份公司（ОАО «Ямальская железнодорожная компания»）、诺里尔斯克镍业公司（ОАО «Норильская горная компания»）等。这些公司通常拥有位于偏远地区的铁路线，部分或独立于全国铁路网以外，主要用于包括生产原材料在内的货物运输。
2000年代起，由于俄罗斯的铁路改革鼓励私人公司参与铁路货运与其他服务，因此逐渐出现了一些仅拥有车辆的民营铁路货运公司，这些公司利用俄铁公司的线路和机车来提供货运服务，部分企业亦拥有自己的铁路机车。这种类型的铁路公司包括独立运输公司（Новая перевозочная компания）、远东运输集团（Дальневосточная транспортная группа）、环球运输集团（Globaltrans）、Eurosib（Евросиб）、石油运输公司（Трансойл）等。第一货运公司（Первая грузовая компания）原为俄铁公司的全资子公司，俄铁公司于2011年向独立运输公司出售75%股份后，第一货运公司亦属于此一类别。
而在2014年俄羅斯併吞克里米亞後，俄國政府決定成立克里米亞鐵路公司（ФГУП «Крымская железная дорога»），以接管當地原屬烏克蘭第聂伯河沿岸铁路局的鐵路，並同時管轄新建、與俄鐵連接的巴格羅佛-維舍斯捷布利耶夫斯卡亞鐵路。該公司屬聯邦單一制企業，但不隸屬於俄鐵，是俄羅斯各鐵路營運商中的特例。

## 旅客运输

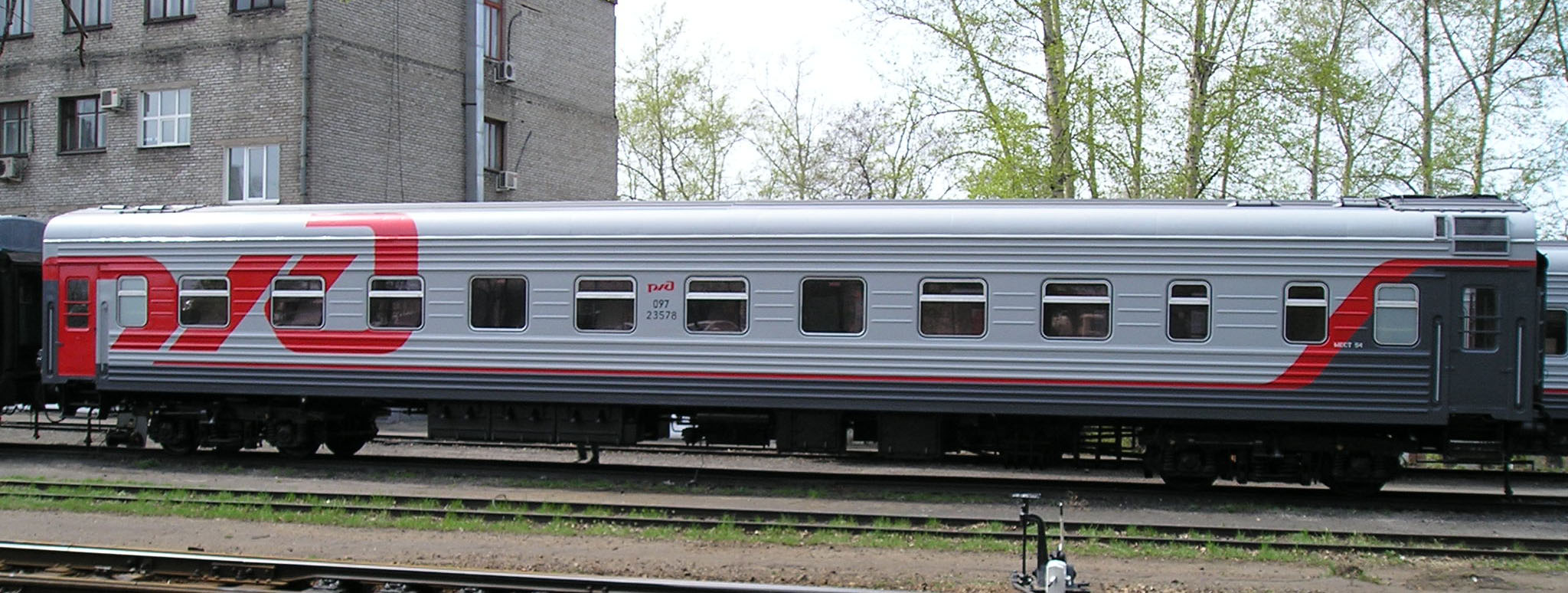
披上俄铁标准涂装的铁路客车

### 列车等级及车次
俄罗斯铁路对不同行驶方向、不同等级、不同运行区段和不同运行时刻的旅客列车均有特定的车次，车次用阿拉伯数字及俄文字母表示。车次的数字会按列车运行方向以单数或双数来区别，一般情况下由北向南、由东向西方向运行的列车采用单数车次，而由南向北、由西向东方向运行的列车采用双数车次。例如由海参崴开往莫斯科的“俄罗斯”号列车，车次为001М，相反方向时则为002М。如果列车在运行途中明显改变运行方向，车次亦可能会相应改变。但亦有例外，少数旅客列车不论运行方向均采用同一的车次数字，例如往返莫斯科和沃罗涅日的“沃罗涅日”号列车（025В/025Я）、往返莫斯科和利斯基的083М/083В次列车。
由于前苏联及俄罗斯铁路开行的旅客列车数量非常多，旅客列车车次除了三位的阿拉伯数字，还有一位俄语字母的后缀，以扩充车次编码的范围。以001/002次列车为例，除了运行于西伯利亚铁路的“俄罗斯”号列车外，来往莫斯科和圣彼得堡的“红箭”号列车（001А/002А）、来往莫斯科和基辅的“首都快车”号列车（001Я/002Л）、来往莫斯科和喀山的“高等”号列车（001Г/002Й）亦采用这一车次。这个俄语字母后缀通常亦有一些规律可循，但并不一定都有绝对的关系或定律。这个后缀可以是代表担当该列车的所属铁路局，例如“红箭”号列车（001А/002А）由十月铁路局担当，因此车次后缀为代表十月铁路局的“А”。而对于不论运行方向均采用同一的车次数字的列车，后缀可以用来代表列车的出发地车站的所属铁路局，例如往返莫斯科和利斯基的083М/083В次列车，莫斯科开往利斯基时为083М次，“М”代表莫斯科铁路局，而利斯基开往莫斯科时为083В次，“В”代表东南铁路局。此外，同一趟列车虽然有相同的车次数字，但当中的不同车厢亦可以有不同的车次后缀，这种情况较常见于国际联运列车或高等级列车上。
| - А - 十月铁路局（Октябрьская） - Б - 白俄罗斯铁路（Белорусская） - В - 东南铁路局（Юго-Восточная） - Г - 高尔基铁路局（Горьковская） - Д - #顿涅茨克铁路局（Донецкая） - Е - 斯维尔德洛夫斯克铁路局（Свердловская） - Ж - 伏尔加铁路局（Приволжская） - И - 东西伯利亚铁路局（Восточно-Сибирская） - Й - 古比雪夫铁路局（Куйбышевская） | - К - #西南铁路局（Юго-Западная） - Л - #利沃夫铁路局（Львовская） - М - 莫斯科铁路局（Московская） - Н - 西西伯利亚铁路局（Западно-Сибирская） - О - 南方铁路局（Южная） - П - #第聂伯河沿岸铁路局（Приднепровская） - Р - 拉脱维亚铁路（Латвия） - С - 北高加索铁路局（Северо-Кавказская） - Ц - 哈萨克斯坦铁路（Казахстан） | - У - 南乌拉尔铁路局（Южно-Уральская） - Ч - 后贝加尔铁路局（Забайкальская） - Ш - #敖德萨铁路局（Одесская） - Ы - 克拉斯诺亚尔斯克铁路局（Красноярская） - Ь - 摩尔多瓦铁路（Молдавская） - Э - 远东铁路局（Дальневосточная） - Я - 北方铁路局（Северная ） 备注：#为乌克兰铁路的属下铁路局。 |

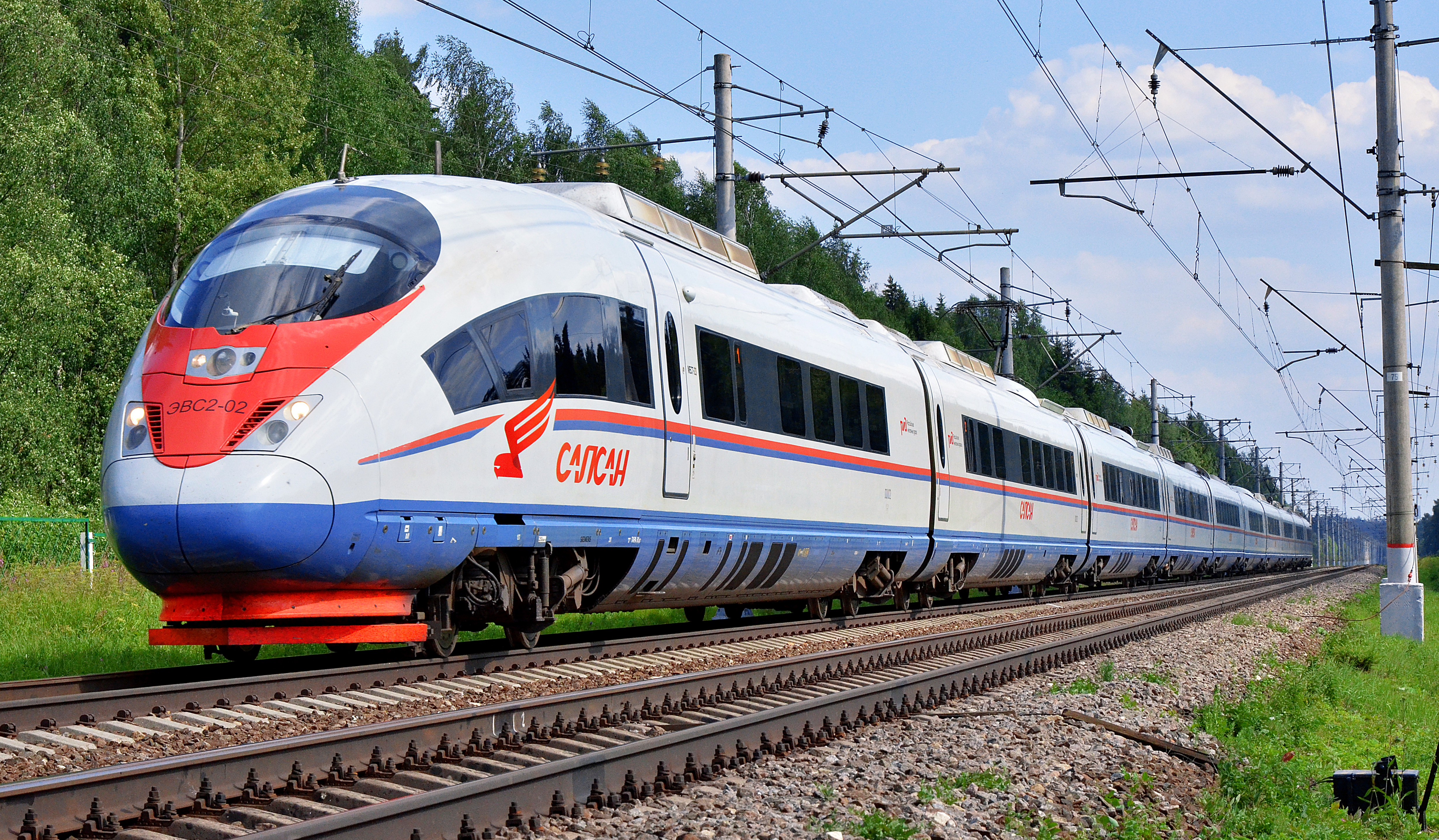
游隼號列車

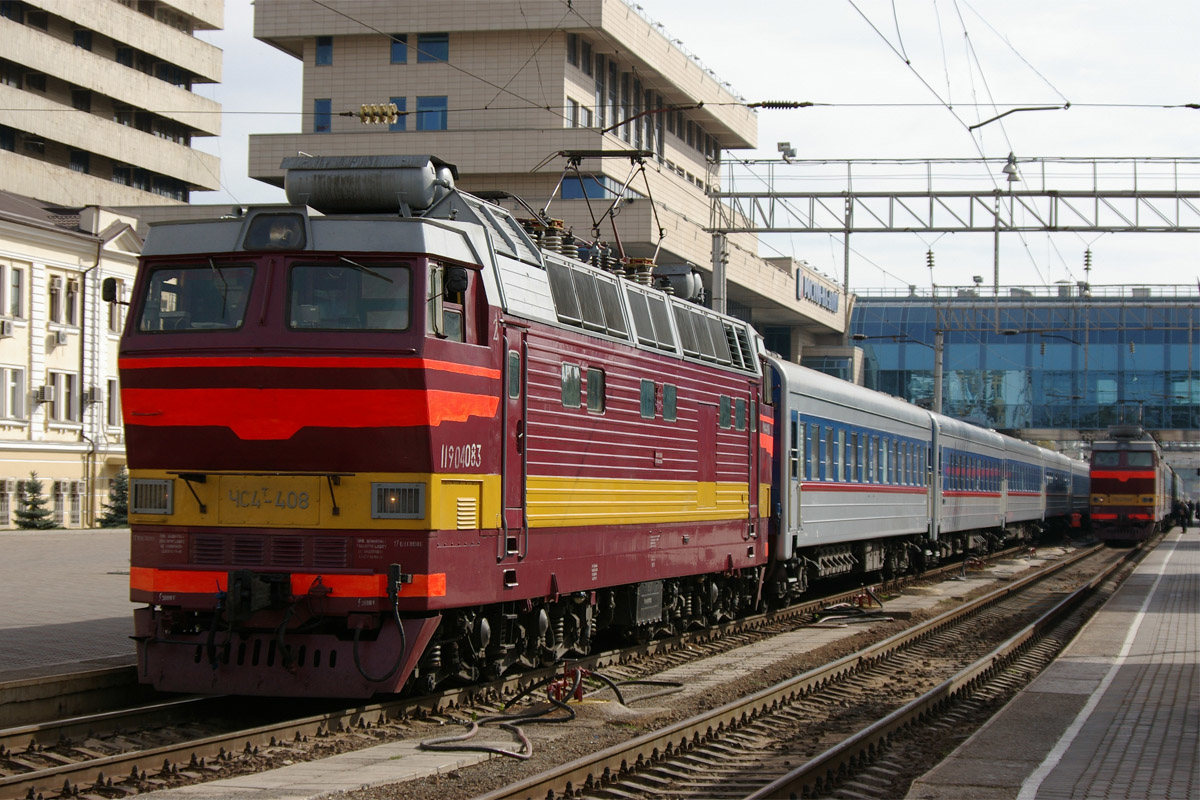
长途旅客列车

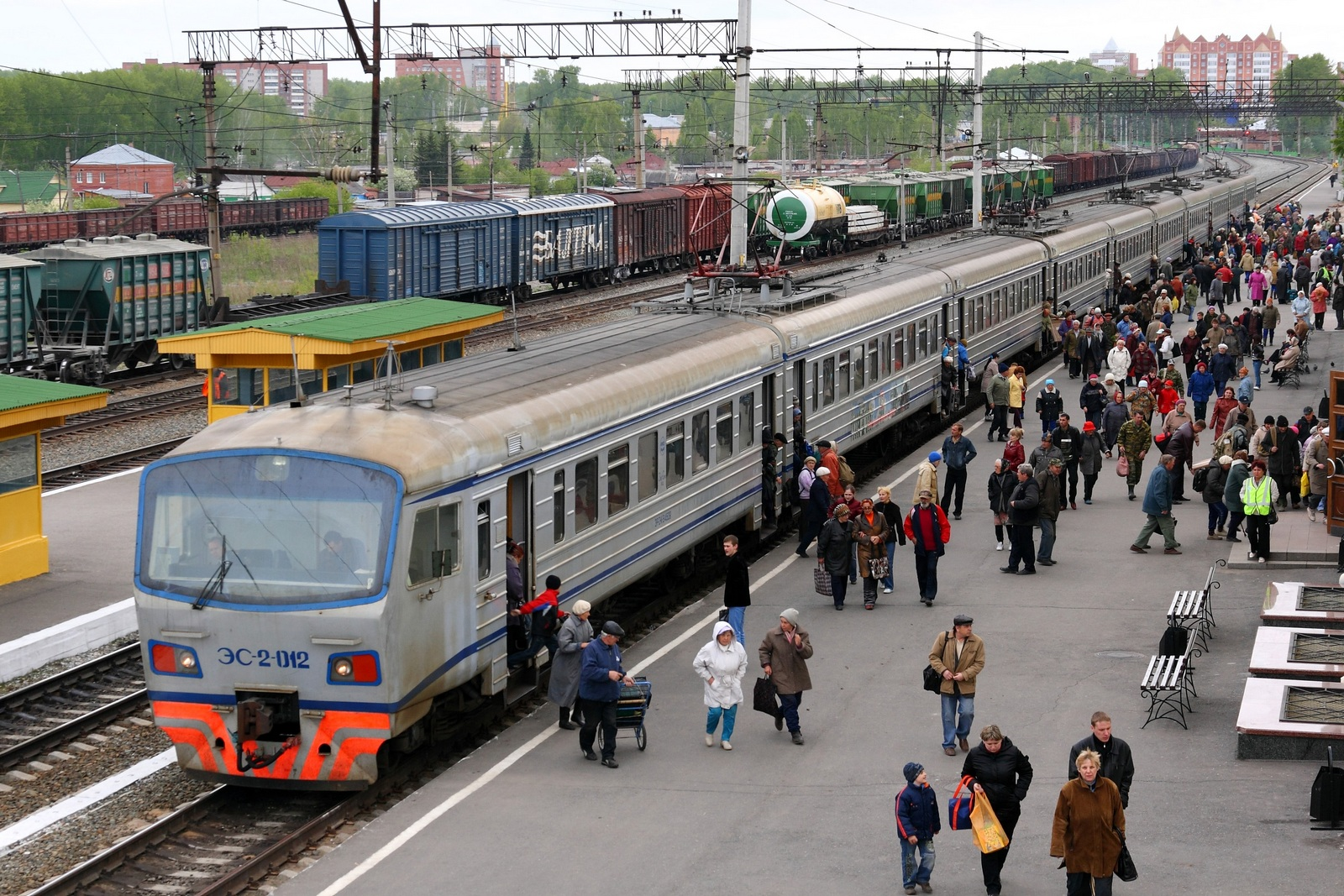
市郊通勤列车

俄罗斯铁路至今仍然基本沿用了苏联时代的旅客列车车次划分方法，具有三种基本等级的旅客列车，以列车的全程平均旅行速度作为划分标准。高速列车（Скоростные）是俄罗斯铁路系统中速度最快的旅客列车等级，全程平均运行速度达到140公里/小时以上，目前俄铁的高速列车只有服务于圣彼得堡—莫斯科—下诺夫哥罗德之间的“游隼”号列车。特快旅客列车（Скорые）是俄罗斯铁路的第二档旅客列车等级，全程平均运行速度大于50公里/小时，中途停靠站点数量相对较少。普通旅客列车（Пассажирские）是第三档旅客列车等级，全程平均运行速度小于50公里/小时，中途停靠站点数量相对较多。
| 列车等级                 | 俄语名称                                     | 车次范围   |
| ------------------------ | -------------------------------------------- | ---------- |
| 特快旅客列车（全年运行） | Скорые (круглогодичного обращения)           | 1～148     |
| 高速列车                 | Скоростные                                   | 151～178   |
| 特快旅客列车（季节运行） | Скорые (сезонного обращения)                 | 181～298   |
| 普通旅客列车（全年运行） | Пассажирские (круглогодичного обращения)     | 301～399   |
| 普通旅客列车（季节运行） | Пассажирские (сезонного обращения)           | 401～498   |
| 普通旅客列车（临时开行） | Пассажирские (разового назначения)           | 501～598   |
| 普通旅客列车（地区运行） | Пассажирские в местном сообщении             | 601～698   |
| 特别预约列车             | Поезда служебного назначения                 | 701～748   |
| 快速内燃、电动车组列车   | Ускоренные составами дизель и электропоездов | 801～898   |
| 行邮列车                 | Почтово-багажные                             | 901～948   |
| 行邮旅客列车             | Грузопассажирские                            | 951～968   |
| 旅游列车                 | Туристические                                | 971～988   |
| 回送车辆列车             |                                              | 5001～5098 |
| 回送空车车底             |                                              | 5401～5698 |
| 市郊通勤列车             | Пригородные                                  | 6001～6998 |
| 市郊快速通勤列车         | Пригородные ускоренные                       | 7001～7398 |
| 市郊通勤列车（特别预约） |                                              | 7481～7498 |

### 座席及卧铺等级
- 座席

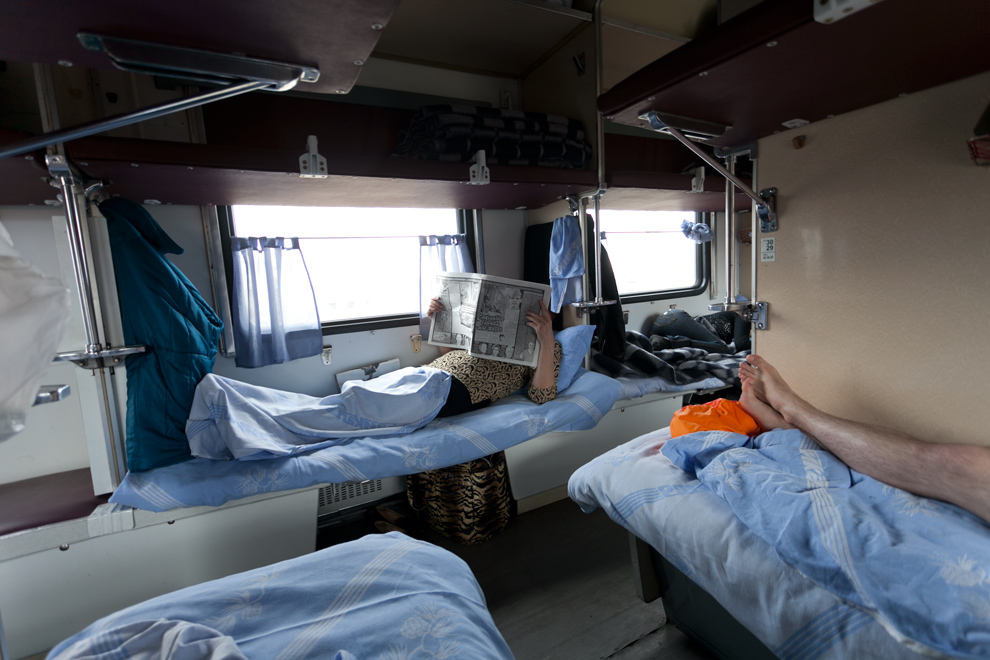
开放式的指定卧铺

  - 普通座席（Сидячий），代号为“С”。全部为指定座席，座椅一般按2+2方式布置，格局类似中国大陆的软座车厢。
  - 通用座席（Общий），代号为“О”。全部为自由座席，车内格局近似取消上铺的开放式的指定卧铺车厢，每节车厢设有九个间隔，每个间隔内设有六个对座的座位，而在走道的另一侧设有十八个边座。这种座席车厢常见于运行时间不大于五至六小时的短途旅客列车，票价远低于指定卧铺而略高于通勤列车座席。
- 卧铺
  - 指定卧铺（Плацкартный），代号为“П”。全部为指定席，每节车厢设有九个间隔，每个间隔内设有四个横向的卧铺，即两边分别设有上下两层卧铺，席位号为1～36。而在走道的另一侧亦设有九个间隔，每个间隔内设有上下两层纵向布置的卧铺，席位号为37～54，其中下铺亦可灵活改变为两个带有小桌板的座位。
  - 包间卧铺（Купейный），代号为“К”。车内布置与中国大陆的软卧车厢大致相同。每节车厢设有九个有门的四人包间，每个包间内设有四个卧铺，即两边分别设有上下两层卧铺，单数席位号为下层，双数席位号为上层。由于包间卧铺车厢不设边铺，因此床位长度比指定卧铺略长。
  - 软席卧铺（Мягкий），又称VIP卧铺，代号为“М”。全部为指定席，每节车厢设有四个双人套房包间，每个套房内设有上下两层卧铺，并设有独立厕所、淋浴设备、液晶电视等设施。此外，在车厢的其中一端并设有公共的休闲区域。
  - 特等卧铺（Спальный вагон），代号为“СВ”。全部为指定席，每节车厢八个有门的双人包间，每个包间内两侧设有两个卧铺，并设有液晶电视。

### 铁路客运车票

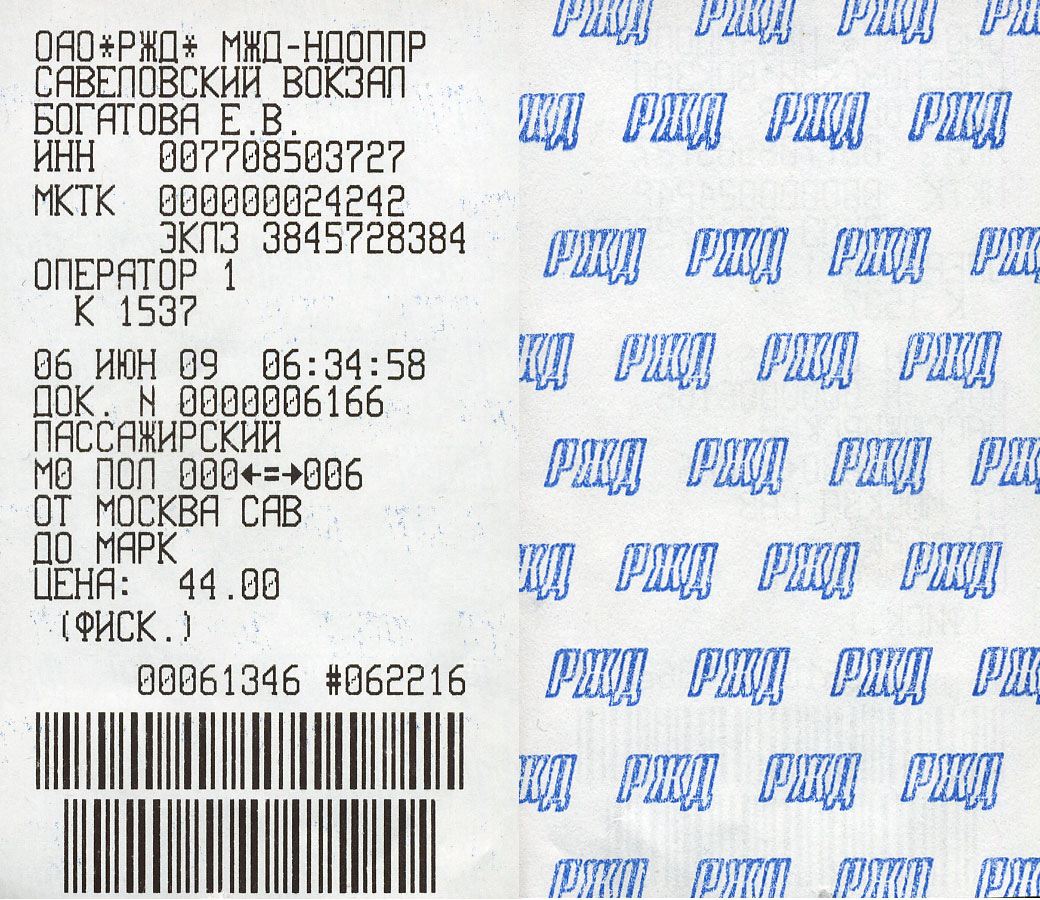
莫斯科市郊通勤列车车票

车票是铁路旅客乘坐列车的凭证。俄罗斯铁路的车票分为长途旅客列车车票及通勤旅客列车车票，其中长途旅客列车实行火车票实名制，这是从前苏联时期就开始实行并流传下来的公民出行身份管理的一项传统，旅客需要凭有效身份证件购买车票，国内居民需要凭身份证购票，外国旅客需凭个人护照购票，并在上车时需要核对有关身份证件。
在长途旅客列车的纸质印刷车票上，车票上一般有八行印刷内容，详细标示了列车信息、席位等级、旅客个人资料、车票资料等内容。
- 第一行标示了所乘坐列车的主要资料，由左至右包括列车车次、发车日期及时间、车厢编号及席位等级代号、基本票价及附加的指定席票价、乘车人数、车票类型（全价票或折扣票）。
- 第二行标示了旅客乘车资料，由左至右包括发车车站及到达车站名称，以及各七位数字的发车车站及到达车站代码。
- 第三行由左至右分别标示了席位号码、出售车票地的所属铁路局简称。
- 第四行标示了车票出售资料，由左至右包括车票序号（与车票右上角序号相同）、三位数字的防伪安全码、二位编码的售票参考编号、七位数字的售票验证码、六位数字的车票出售日期、四位数字的车票出售时间、取票地点代码、POS代码、计价货币代号。
- 第五行标示了旅客的个人资料，包括身份证件类型及号码、旅客名称等。
- 第六行标示了车票应付价格及货币单位（“РУБ”代表卢布），及该价格除运价费用外所包含的手续费（+КСБ）、保险费（+СТРСБ）、其他服务费（+УСЛ）、消费税（СТР）等项目。
- 第七行标示了列车到达目的地的日期和时间，除加里宁格勒地区外均以莫斯科时间表示，而独联体国家、波罗的海国家、加里宁格勒地区的目的地以当地时间表示。

## 歷年營運狀況
|                       | 1970年 | 1980年 | 1990年 | 1995年 | 2000年 | 2005年 | 2010年 |
| --------------------- | ------ | ------ | ------ | ------ | ------ | ------ | ------ |
| 營運路網總長 千公里   | 78     | 83     | 87     | 87     | 86     | 85     | 86     |
| 電氣化鐵路 千公里     | 24     | 31     | 37     | 39     | 41     | 43     | 43     |
| 私人營運鐵路 千公里   | 58     | 66     | 73     | 64     | 53     | 42     | 38     |
| 貨運量 十億噸         | 1.65   | 2.05   | 2.14   | 1.03   | 1.05   | 1.27   | 1.31   |
| 延噸公里 兆 噸×公里   | 1.67   | 2.32   | 2.52   | 1.21   | 1.37   | 1.86   | 2.01   |
| 乘客 十億人           | 2.50   | 2.97   | 3.14   | 1.83   | 1.42   | 1.34   | 0.95   |
| 延人公里 十億 人×公里 | 191    | 227    | 274    | 192    | 167    | 172    | 139    |

## 国际联运
电气化系统的电压不一定兼容。
- 同轨：
  -  芬兰 – 与1,524毫米（5英尺）的差异是如此之小，以至于可以使用相同的机车车辆
  -  爱沙尼亚
  -  拉脫維亞
  -  立陶宛 – 仅来往加里宁格勒州飞地
  -  白俄羅斯
  -  乌克兰  - 停止运营
  -    - 目前，目前只与分离的阿布哈兹共和国铁路相连；出于政治原因，通往格鲁吉亚本土的线路已停止运营。
  -  蒙古国
- 异轨：
  -  中国大陆 – 必须从1,520毫米（4英尺11+27⁄32英寸）转换到1,435毫米（4英尺8+1⁄2英寸）
  -   – 必须从1,520毫米（4英尺11+27⁄32英寸）转换到1,435毫米（4英尺8+1⁄2英寸）
  -  波蘭 – 仅来往加里宁格勒州飞地并且从1,520毫米（4英尺11+27⁄32英寸）转换到1,435毫米（4英尺8+1⁄2英寸）
    - 请注意，布列斯特附近的波兰和白俄罗斯之间的换轨距主要使用俄罗斯铁路